# Hoenggando
Hoenggando är en ö i Sydkorea.   Den ligger i provinsen Jeju, i den södra delen av landet, 400 km söder om huvudstaden Seoul. Arean är 0,7 kvadratkilometer.  Hoenggando har en liten bofast befolkning och tillhör Chujaöarna. Den ligger drygt 6 km från huvudön Sangchujado.
Öns högsta punkt är 150 meter över havet. Den sträcker sig 2,2 kilometer i öst-västlig riktning och är cirka 300-400 meter bred.